# Karl Adolf Camerer
Karl Adolf Camerer (* 28. Dezember 1823 in Langenau (Oberamt Ulm); † 22. August 1893 in Tübingen) war ein deutscher Verwaltungsjurist und württembergischer Oberamtmann.

Karl Adolf Camerer

## Leben
Karl Adolf Camerer trat nach der Abiturprüfung eine einjährige Tätigkeit beim Verwaltungsaktuariat und der Oberamtskanzlei in Blaubeuren an. Von 1842 bis 1846 studierte er Rechtswissenschaften in Tübingen. Seit 1842 war er Mitglied der Landsmannschaft Ulmia Tübingen. 1847 legte er die erste und 1848 die zweite höhere Dienstprüfung ab. Anschließend trat er in die Dienste des Departements des Inneren. 1849 war er für neun Monate als provisorischer Oberamtsaktuar in Maulbronn und als Hilfsarbeiter im Oberamt Rottweil eingesetzt. 1850 wurde er Privatassistent von Oberamtmann Haas in Mergentheim. Im Oktober 1850 wurde er dann provisorischer, 1851 bis 1853 planmäßiger Aktuar im Oberamt Gerabronn. 1853 bis 1866 war er Aktuar beim Oberamt Geislingen. 1866 schließlich wurde er Oberamtsverweser und von 1869 bis 1875 Oberamtmann beim Oberamt Tuttlingen. Von 1875 bis 1891 war er als Oberamtmann in Nürtingen tätig. 1891 ging Karl Adolf Camerer in den Ruhestand.  
1879 wurde er mit dem Ritterkreuz Erster Klasse des Friedrichsordens ausgezeichnet.  